# 宮地域
宮地域（みやちいき）は、長崎県佐世保市南東部の地域である。旧東彼杵郡宮村。江戸時代は現市域のうち宮地域のみ大村藩であった。1958年（昭和33年）に佐世保市へ編入され自治体として消滅。現在も藩境を示した石碑が残っている。市内でも農業・漁業の盛んな地域。

## 地理
- 山：弘法岳、白石岳、白岳、松岳
- 河川：宮村川
- 浦：久津浦、佐々浦[1]

## 町名
宮村は、佐世保市編入と同時に郷・字を廃止し、町名設置が実施されている。鎌倉期以前は父賀志という地名であった。
| 町名設置前 | 町名設置後 |
| ---------- | ---------- |
| 奥山郷     | 奥山町     |
| 城間郷     | 城間町     |
| 瀬道郷     | 瀬道町     |
| 長畑郷     | 長畑町     |
| 小島郷     | 南風崎町   |
| 萩坂郷     | 萩坂町     |
| 久津郷     | 宮津町     |

- 奥山町（おくやまちょう）

地区の南東端にあり、白岳の西斜面に広がる山林・棚田地帯。国道205号の北側の谷には放棄された棚田が目立つ。集落は萩坂町の宇都宮神社近辺の水田地帯に見られる程度で、地区の主要施設もほとんど見られない。市内で唯一古墳と認定され、石室のみ残るテボ神古墳がある。
- 城間町（じょうまちょう）

地区の中央部にあり、宮村川に沿って南北に細く、重尾峠に達する。宮支所・宮中学校が位置するほか、正蓮寺や「梅ヶ枝酒造」などがあり地区の中心地でもある。宮村川の平野以外は白石岳の東斜面にあたり、民家は麓に帯状に連なっている。近年着目された防空壕「無窮洞」は最南端の山麓に位置する。
- 瀬道町（せどうちょう）

地区の北端にあり、早岐地域の重尾町と接する。弘法岳の西斜面だが、傾斜は緩やかで、中腹まで畑や棚田が広がっている。旧平戸往還は萩坂町との境を走っており、峠付近までミカン山となっている。
- 長畑町（ながはたちょう）

地区の南部にあり、川棚町境の山地から宮村川河口まで東西に長い町域を持つ。国道と県道が合流する長畑町交差点付近には商店や町工場も見られるが、中央部は江戸時代の干拓でできた水田地帯、東部は川棚町境の山林、西部は宮村川河口を見下ろす半島の北麓という地形のため、民家はあまり多くない。
- 南風崎町（はえのさきちょう）

町名は小島郷の小字「南風ノ崎」から。地区の西部に位置する。南風崎駅が位置する南部は、宮村川右岸の干拓地と白石岳南麓の傾斜地で、集落や農地が広がる。ハウステンボス駅が位置する北部は急傾斜地に占有されているため、地区の一部を例外として山林のまま放置されている。
- 萩坂町（はぎさかちょう）

地区の中央部に位置し、宮村川を挟んで城間町と対峙し、南北を瀬道町・奥山町に挟まれている。“宮”村の由来といわれる「宇都宮神社」に通じる参道に沿って町医者や駐在所が並び、城間町とともに中心地をなす。宮小学校より北は、瀬道町と同じく水田とミカン山が占有している。
- 宮津町（みやづちょう）

町名の由来は宮村、久津の合成。地区の南端に位置し、大村湾に面した二つの入り江とそれを囲む丘陵地。大村湾での小規模漁業が行われているほか、丘陵地はミカン山が多い。1980年代初期までは、戸尺浜に市営海水浴場があり、佐世保市交通局の季節路線が設定されていた。現在は西肥自動車も含め路線バスは撤退した。2013年、「鬼塚古墳」から県下で初となる鉄製武具類が出土した。

## 交通

### 鉄道
- 大村線
  - ハウステンボス駅-南風崎駅

### バス
- 西肥バス
- 佐世保市営バス

## 道路
- 国道205号
- 長崎県道142号重尾長畑線

## 施設

### 公共
- 佐世保市役所宮支所
- 宮地区公民館
- 佐世保南風崎郵便局

### 教育機関

#### 中学校
- 佐世保市立宮中学校

#### 小学校
- 佐世保市立宮小学校

### その他
- 佐世保市南部漁協
- ながさき西海農業協同組合宮支店

## 名所等
- 舳峰峠（へのみねとうげ） - 旧平戸藩領と旧大村藩領の境となる峠。重尾峠とも。付近に「番所峠」のバス停が所在。
- 宇都宮神社 - 「宮」の地名の元になったと伝えられる[3]。
- テボ神古墳
- 無窮洞 - 宮村国民学校（現宮小学校）の児童等の手による防空壕跡。
- 鬼塚古墳 - 2013年、鉄製武具類[5]が県下で初出土。
- 梅ヶ枝酒造 - 屋号は第9代大村藩主純鎮によるもの[6]。2002年（平成14年）、国の登録有形文化財に登録された[7]。